# Canon de 5 pouces/54 calibres Mark 45
Le canon de 5 pouces/54 calibres Mark 45 est une pièce d'artillerie navale américaine : c'est le canon de 127 mm (5 po) L54 Mark 19 monté sur un affût Mark 45. Conçu et construit à l'origine par United Defence, il est maintenant fabriqué par BAE Systems Land & Armaments après l'acquisition de ce dernier. 
La dernière version du calibre 5 pouces / 62 consiste en un canon plus long L62 Mark 36 monté sur le même support Mark 45. Le canon est conçu pour être utilisé contre les navires de guerre de surface, pour des bombardements antiaériens et à terre afin de soutenir les opérations amphibies. L'affût comprend un chargeur automatique d'une capacité de 20 obus. Ceux-ci peuvent être déclenchés sous contrôle automatique complet, avec une cadence de tir maximale de 20 cp/min. Pour un usage prolongé, le support de l'arme serait servi par un équipage de six personnes (capitaine d'arme, opérateur de panneau et quatre chargeurs de munitions) situé sous le pont afin de maintenir l'arme alimentée en permanence en munitions.

## Histoire
Le développement a commencé dans les années 1960 en remplacement du canon de 5 pouces/54 calibres Mark 42 qui avait fait ses débuts en 1953 avec un nouveau canon, plus léger et plus facile à monter. Aux États-Unis, le Mark 45 est utilisé avec le système de contrôle des armes à feu Mk 86 ou le système de traitement des armes à feu Mk 160. Avant la Seconde Guerre mondiale déjà, le 127 mm (5 pouces) était le calibre standard des armes pour les navires de la marine américaine. Sa cadence de tir est inférieure à celle du britannique 114 mm (4.5 in) (en) mais tire un obus plus lourd (127 millimètre soit 5 pouces), ce qui provoque une plus grande charge éclatée et augmente son efficacité contre les avions.

## Variantes

### Mod 0
Dispositif de mise au point mécanique utilisé. Construction rayée en deux pièces, avec doublure remplaçable

### Mod 1
Le déclencheur de fusée électronique remplace le réglage mécanique. Fabriqué avec un canon de construction unitaire qui a une durée de vie environ deux fois supérieure à celle du canon Mark 42.

### Mod 2
Version d'exportation du mod 1 mais maintenant utilisée dans la marine américaine

### Mod 3
Même arme avec un nouveau système de contrôle ; jamais mis en production

### Mod 4
Canon plus long de 62 (comparé aux 54 des Mod 1 et 2) qui permet une combustion plus complète du propulseur et une vitesse plus élevée et donc plus utile pour l'attaque terrestre. De plus, le Mk 45 mod 4 utilise une tourelle à panneau plat modifiée, conçue pour réduire sa signature radar. 
Lors d'opérations de tir soutenues (mode III), le canon est servi par un équipage de six hommes, tous situés sous les ponts. Il s'agit d'un capitaine d'armes à feu, d'un opérateur de panneau et de quatre chargeurs de munitions. Lors d'opérations de tir entièrement automatiques sans maintien (mode IV), le pistolet peut être utilisé sans personnel à l'intérieur du bâti. Cependant, un tir soutenu est limité à la capacité du chargeur automatique (20 cartouches).

### Obus guidés
Le 9 mai 2014, l'US Navy a publié une demande d'information (RFI) pour un 127mm (5 pouces) rond qui pourrait être tiré par le canon Mark 45 sur les destroyers et les croiseurs de la marine. On pense que si la technologie fonctionnait dans le 155 mm (6 po) projectile d'attaque au sol à longue portée (LRLAP) pour le système de canon perfectionné de la classe Zumwalt , il peut être appliqué à une monture de 5 pouces. Cette demande de renseignements intervient six ans après l'annulation de la munition guidée de Raytheon à portée prolongée. La coque doit avoir au moins le double de la portée des obus non guidés pour des missions comprenant l'appui-feu naval de surface (NSFS) / attaque au sol et l'augmentation des capacités de guerre anti-surface (ASuW) contre les navires d'attaque rapide (FAC) et d'attaque côtière rapide (FIAC). ) l'objectif principal est de détruire les petites embarcations hostiles à une distance plus grande avec une tête de fragmentation à explosion à fusible de proximité afin de pulvériser un éclat sur les essaims. Les soumissions attendues comprennent le projectile guidé standard multiservices de BAE Systems (MS-SGP), Raytheon Excalibur N5 et le projectile à longue portée guidé OTO Melara Vulcano,. 
Le Naval Sea Systems Command envisage également de tirer une version du projectile hyper-vélocité (HVP) développée pour les pistolets à rail électromagnétiques de la Marine à partir de canons pour pont classique de 5 pouces. L'utilisation du HVP pourrait donner aux destroyers et aux croiseurs existants une meilleure capacité à faire face aux menaces terrestres, aériennes et de missiles et donner plus de temps pour affiner le canon. Le HVP serait une solution moins coûteuse pour intercepter les missiles entrants qu'un intercepteur de missile coûtant des centaines de milliers de dollars. La conversion du PVH en pistolet conventionnel n'est pas encore un programme enregistré. Les obus HVP tirés par des canons de pont de 5 pouces iraient à Mach 3, soit deux fois moins vite qu'un pistolet sur rail, mais deux fois plus vite que les munitions conventionnelles. Les obus seraient plus chers que les obus non guidés mais moins chers que les intercepteurs de missiles, et engageraient des cibles aériennes et des missiles jusqu'à 10 à 30 milles marin. Au cours des exercices RIMPAC 2018, l'USS Dewey (DDG-105) a tiré 20 HVP à partir d'un canon standard de pont Mk 45; un obus HVP pourrait coûter entre 75 000 et 100 000 dollars, contre 1 à 2 millions de dollars pour les missiles.

## Utilisateurs

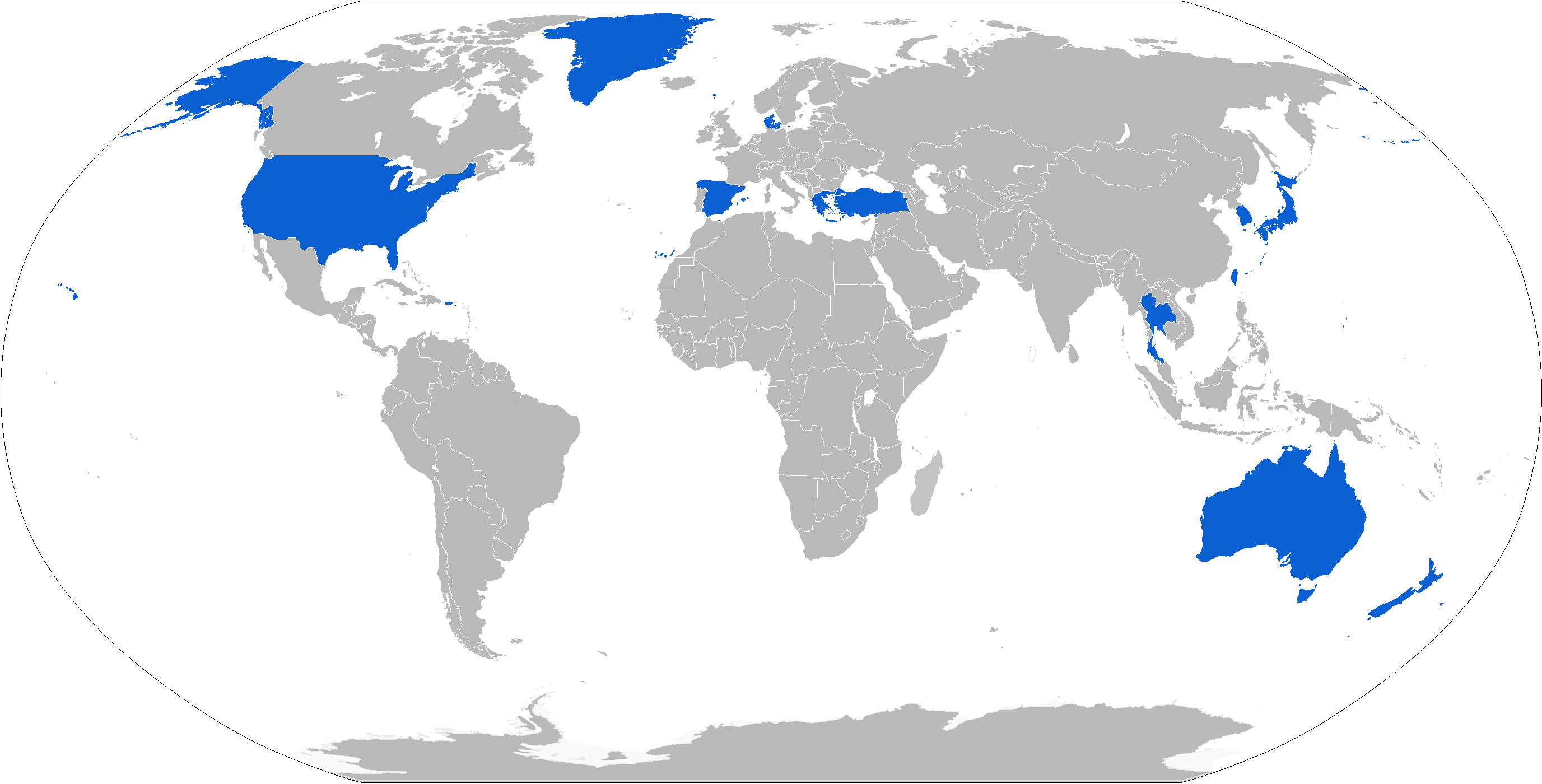
Carte avec les utilisateurs Mark 5 pouces / 54 de calibre 54 en bleu

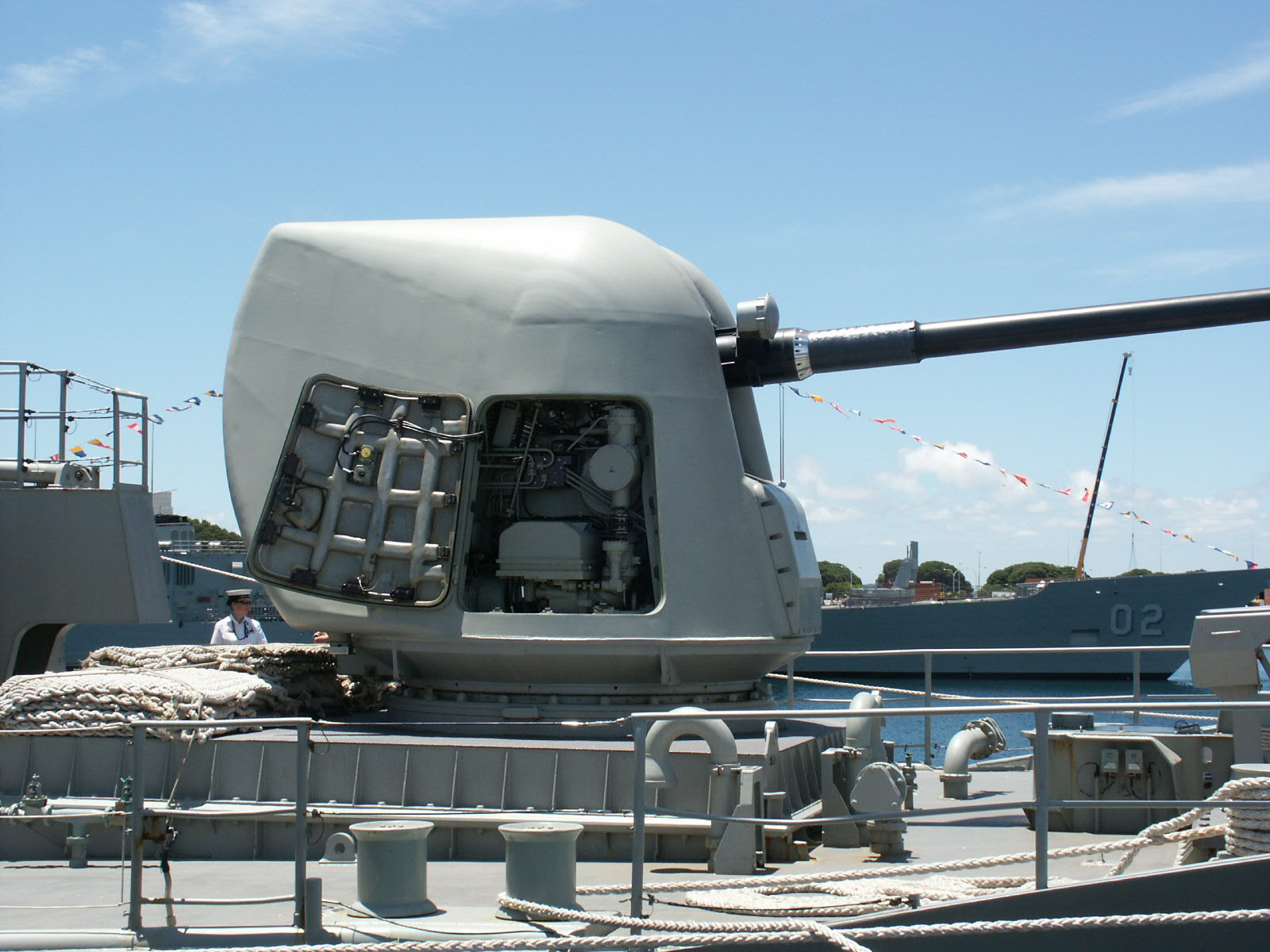
Canon de 5 pouces / 54 Mark 45 Mod 2 à bord de la frégate la classe australienne Anzac

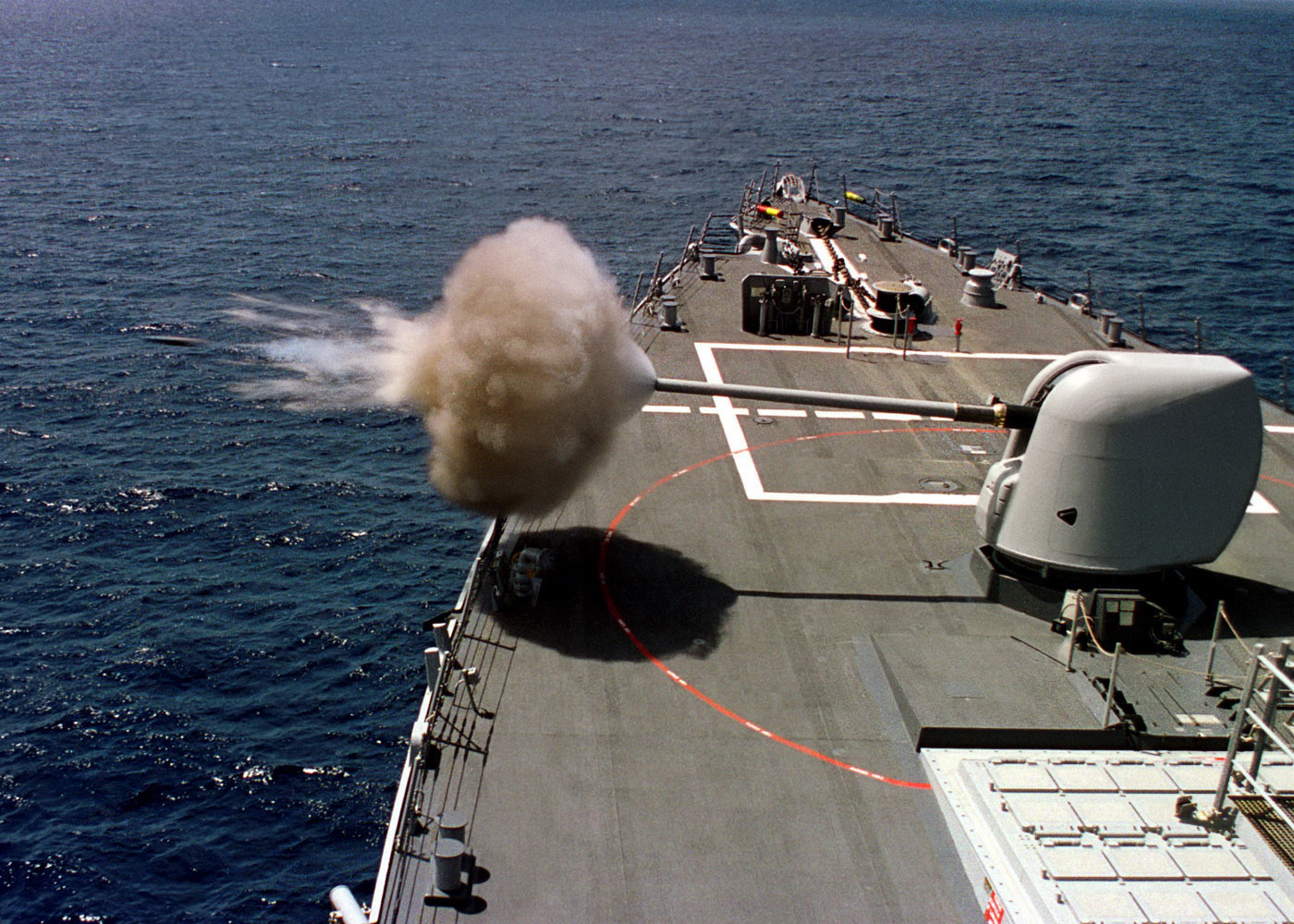
5 pouces / 54 Mark 45 Mod 2 tire à bord de la classe Arleigh Burke destroyer en 1997

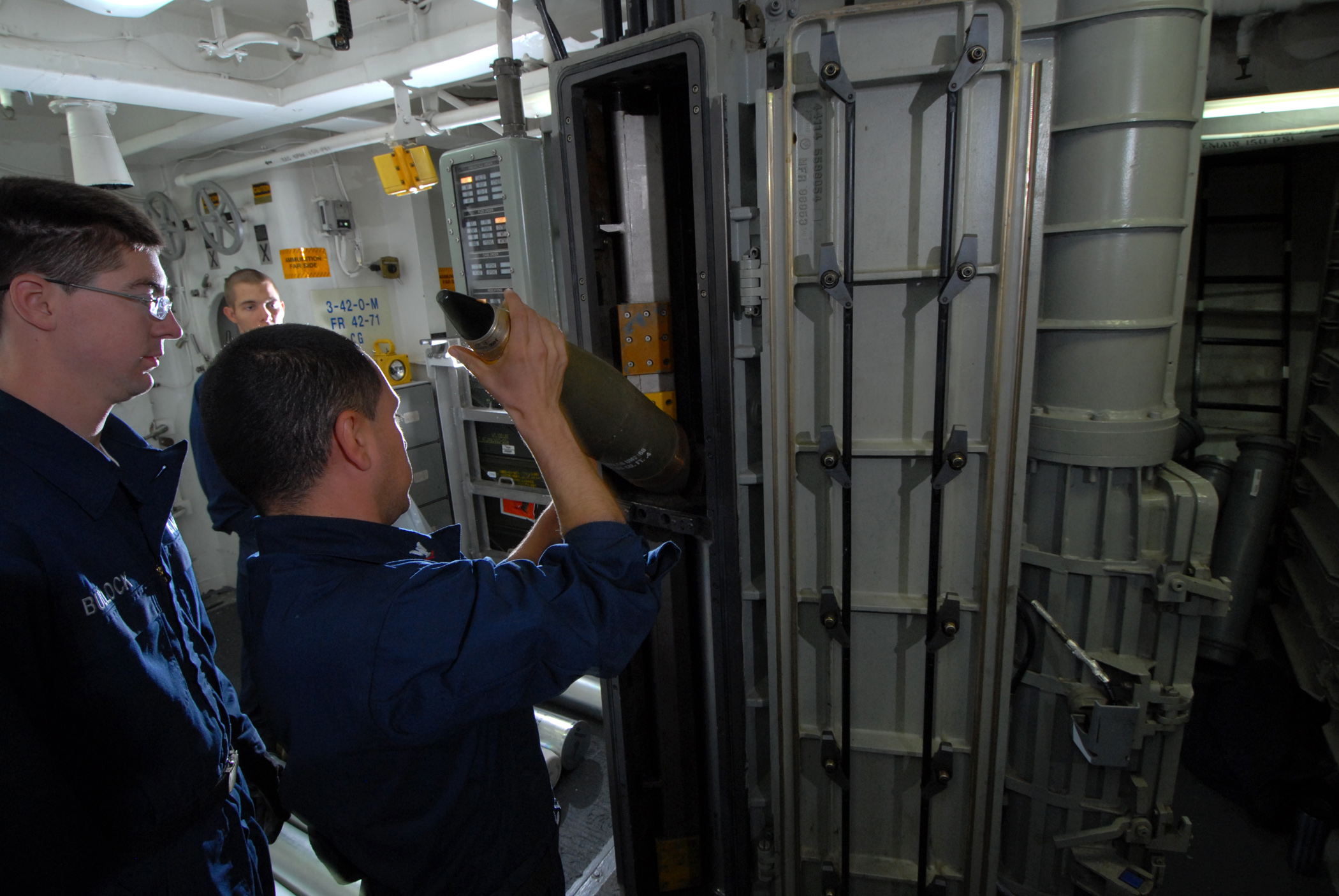
Chargement d'un obus de 70 livres dans la monture de canon sous le pont à bord du

### Utilisateurs actuels

#### Australie
- Marine royale australienne

Classe Anzac : Mod 4 (mise à niveau à partir de Mod 2)
Classe de Hobart destroyer : Mod 4

#### Danemark
- Marine royale danoise

Absalon - vaisseau de commandement et de soutien

#### Grèce
- Marine hellénique

Frégates de classe Hydra (MEKO 200 HN)

#### Japon
- Force d'autodéfense maritime du Japon

Atago -destroyers de missiles guidés : Mod 4
Akizuki- destroyers de classe : Mod 4

#### Corée
- Marine de la République de Corée

Intercepteur de missiles guidés Sejong le Grand : Mod 4
Chungmugong Yi : destructeur de missiles guidés de classe Sun-sin : Mod 4
Frégates de la classe d'Incheon : Mod 4

#### Nouvelle-Zélande
- Marine royale néo-zélandaise

Frégates de la classe Anzac : Mod 2

#### Espagne
- Marine espagnole

Frégates de la classe Álvaro de Bazán : Mod 2

#### Chine
- Marine de la République de Chine

Kee Lung - destroyers équipés de lance-missiles

#### Thaïlande
- Marine royale thaïlandaise

Frégates de classe Naresuan : Mod 2 en cours de modernisation Mod 4

#### Turquie
- Marine turque

Frégates de la classe salihreis (MEKO 200 TN II-B)
Frégates de la classe Barbaros (MEKO 200 TN II-A)
Frégates de la classe Yavuz (MEKO 200 TN)

#### États-Unis
- United States Navy

Navires du service actif :
Croiseurs lance-missiles de classe Ticonderoga : Mod 2
CG-52: Mod 4 après avoir reçu la modernisation du croiseur
Arleigh Burke - Destructeur de missiles guidés:
DDG 51–80: Mod 2
DDG 81–112: Mod 4
Croiseurs de la classe Californie :
Kidd-class destroyers
Destroyers de la classe Spruance
Tarawa- classe (enlevés plus tard)
Croiseurs de la classe Virginie.

### Futurs utilisateurs

#### Australie
- Marine royale australienne
- Frégate de type 26 : 9 navires commandés[8].

#### Canada
- Marine royale canadienne
- Frégate de type 26 : 15 navires commandés[9].

#### Royaume-Uni
- Marine royale
- Frégate de type 26 : 8 navires prévus, 3 navires commandés, 1 en construction (Mod 4)

#### Inde
- Marine Indienne

L'Inde a signé un accord de 470 millions de dollars pour 13 canons afin d'équiper des navires de guerre en construction.

## Voir également
- Munition guidée à portée prolongée : longue portée (~ 60 milles marins à guidage de précision programme de projectile par Raytheon pour le canon Mark 45, annulé en 2008.
- Système de canon avancé : US Navy prévu 155 mm (6 po) pistolet pour Zumwalt -class destructeur

### Armes de rôle, performance et époque comparables
- Canon naval Mark 8 de 4,5 pouces (en) : canon naval standard contemporain pour les navires britanniques
- AK-130 : contemporain 130 mm double canon naval standard pour navires russes
- Canon naval français de 100 mm : canon naval standard contemporain pour les navires français
- Otobreda 127/54 Compact et Otobreda 127/64 : contemporain 127 canon naval de mm du fabricant italien Oto Melara